# Concetta Scaravaglione
Concetta Maria Scaravaglione (New York, 9 luglio 1900 – New York, 4 settembre 1975) è stata una scultrice e docente statunitense, conosciuta soprattutto per la sua scultura architettonica così come per le opere prodotte per la Works Progress Administration (WPA), durante gli anni della Grande depressione..

## Biografia
Scaravaglione nacque in terra americana da una famiglia di emigranti italiani appena arrivati dalla Calabria. Rimasta orfana di padre in tenerissima età, era la penultima di dieci figli e per questo motivo, non senza ostacoli, le fu consentito di coltivare l'ambizione, alquanto inconcepibile per la sua famiglia, di diventare un'artista. Ancora adolescente, ha frequentato lezioni ad accesso libero presso la National Academy di New York sotto la guida di Frederick Roth, dove fu eliminata la classe speciale di scultura per ragazze, essendo Concetta l'unica partecipante, iscrivendosi poi alla nota Art Students League, lavorando di giorno e studiando la sera. Presso la Art Students League ha avuto come docenti John Sloan e Boardman Robinson (disegno), Stirling Calder e William Zorach (scultura). Nel 1924 ha ricevuto una borsa di studio per l'Istituto di scultura dove ha avuto come maestro Robert Laurent, suo maestro di intaglio diretto.
Nel 1931 ha esposto alla mostra realizzata presso il Brooklyn Museum dall'Associazione delle artiste di New York (New York Society of Women Artists) insieme alla Società delle artiste svedesi (Society of Swedish Women Artists). Nella stessa location, nel 1938 ha partecipato alla seconda mostra dell'Associazione dei Scultori che si tiene dal 21 ottobre al 7 novembre. Insieme a William Thon, Jay Roland e all'artista Syd Browne, ha fatto parte della giuria della 30ª mostra annuale della Società degli artisti di Brooklyn (Brooklyn Society of Artists) presso le gallerie del museo dal 16 al 26 maggio 1944. Nel 1935 ha vinto la George D. Widener Gold Medal in scultura mentre nel 1947, prima donna nella storia di questo riconoscimento nella categoria arti visive, si è aggiudicata il prestigioso Rome Prize che ha finanziato la sua formazione presso la American Academy in Rome.
Stilisticamente, la si può definire modernista, partendo dallo stile Liberty adeguandosi man mano alla nuova architettura americana.
Acclamata dalla critica quale rappresentante di spicco dell'Art déco negli USA, ha sviluppato il suo lavoro divenuto col tempo sempre più astratto. Ha svolto attività didattica insegnando presso la New York University, il Black Mountain College, il Sarah Lawrence College (dal 1942 al 1945) e il Vassar College (dal 1952 per sedici anni). Ha esposto in numerosissime mostre personali e collettive fra cui, nel 1949, al 3rd Sculpture International di Filadelfia. Le sue sculture in marmo, legno, terracotta, metallo, sono esposte in numerosi musei fra i quali il Museum of Modern Art, il Whitney Museum of American Art, Roerich Museum, Glasgow Museum, Art Gallery of Hamilton (Ontario), Pennsylvania Academy of Fine Arts, Arizona State College, Dartmouth College e il Vassar College dove Concetta Scaravaglione ha insegnato dal 1952 al 1967.
Ha ricevuto importanti commissioni da parte dell'amministrazione di Washinghton, tra le quali Railway Mail-1862 scultura in alluminio del 1935 per l'edificio dell'ufficio postale federale e Agriculture, rilievo in pietra per la sede della Commissione federale del commercio.
Ultimamente vissuta al 441 West 21st Street di New York, è morta di cancro al Calvary Hospital, nel Bronx, la sera del 4 settembre.
Una scultura che la rappresenta, realizzata da Eugenie Gershoy e numerose sue lettere sono conservata presso lo Smithsonian Institution.

## Opere

Railway Mail-1862, alluminio, 1935, oggi presso il William Jefferson Clinton Federal Building

Una selezione di opere di Concetta Scaravaglione:
- Angel, Walking Woman, and Girl with Cocks, Vassar College, Frances Lehman Loeb Art Center
- Girl With Fawn, William Cullen Bryant High School, Queens (New York), WPA project
- Standing Figure, and Group. Whitney Museum of American Art,
- Seated Woman with Guitar, Cincinnati Art Museum, Cincinnati (Ohio)
- Mother and Child, and Wester S Rhoade Medal, Virginia Museum of Fine Arts, Richmond, Virginia
- Woman with Guitar, Madison Museum of Contemporary Art, Madison (Wisconsin) and at City University of New York, City College of New York, New York, New York
- Vincent Canade, Museum of Modern Art, New York
- Seated Nude, Smithsonian American Art Museum, Washington
- Bird, Arizona State University, University Art Museum, Tempe, Arizona
- Railway Mail Carrier, Ariel Rios Federal Building, Washington, District of Columbia, WPA project
- Standing Figure, Art Gallery of Hamilton, Hamilton, Ontario, Canada
- Americans at Work, Agriculture, Federal Trade Commission Building, Washington, District of Columbia, WPA project
- Lamp base, ca. 1930–1939, scultura in bronzo
- African American Woman, ca. 1935, scultura in pietra, altezza 53.4 cm[16]
- Agriculture 1938, rilievo in pietra (lime stone), Federal Trade Commission, Washington DC[17]
- Railway Mail-1862, 1936, alluminio[17] Federal Building (Post Office Department Building), Washington DC
- Cylinder lamp, coppia di lampade in bronzo rappresentando delle figure, dimensioni 111.3 x 40.3 x 40.3 cm., Gray's Auctioneers[18]
- Female figure, scultura in pietra, dimensione 64.1 cm.
- Head and hand, ca. 1935, scultura in pietra (cast stone), dimensioni 39.5 x 33 x 25.5 cm.
- Figure of a woman-three quarters, scultura in pietra, dimensioni 63.2 cm.
- Seated girl, 1939, scultura in marmo,  dimensioni 82.55 x 22.86 x 33.02 cm.
- Untitled (Woman), 1940, scultura in legno, dimensioni 53.3 x 17.8 x 15.2 cm.

## Riconoscimenti
- George D. Widener Gold Medal in scultura alla Pennsylvania Academy of Fine Arts nel 1935[19]
- Rome Prize nella categoria arti visive nel 1950[9]